# Jean-Baptiste Colbert
Jean-Baptiste Colbert 1658-tól Seignelay márkija (Reims, 1619. augusztus 29. – Párizs, 1683. szeptember 6.) francia államférfi, gazdaságpolitikus.

## Életpályája
Kereskedő család sarja. Már húszévesen Michel Le Tellier miniszter titkára. XIV. Lajos, a napkirály udvarába Jules Mazarin bíboros ajánlására került, miután sikereket ért el a bíboros vagyonának kezelésében. 1661-től az állami pénzügyek intendánsa, majd 1665-től főfelügyelője, tulajdonképpen pénzügyminiszter 1683-ig. 
A merkantilizmus legjelentősebb képviselője volt. Gazdaságfejlesztési programja révén Franciaország Európa vezető hatalma lett. Megreformálta az adórendszert, kiterjesztve az adózók körét, egyben csökkentve a közvetlen adókat és növelve a közvetettek mértékét, de szigorítva az adóbeszedést, mivel a királyság pénzügyeinek megszilárdítását tekintette céljának. Rendeleteivel (víz- és erdőügyi, 1669; büntetőjogi, 1670; kereskedelmi, 1673; tengerészeti, 1681;) a monarchikus centralizációt, az egységes szellemi irányítást kívánta elérni. A francia manufaktúrák termékeinek minőségét részletes minőségi előírásokkal akarta biztosítani. A tudományos életet is fejlesztette. Megalapította az Académie des inscriptions et belles-lettres-t (1663) és a Francia Természettudományi Akadémiát (1666), valamint a Római Francia Akadémiát, továbbá kezdeményezte a párizsi Királyi Csillagvizsgáló létrehozását, amelynek vezetője Giovanni Domenico Cassini lett. Kanadában és Indiában a gyarmatosítás kiterjesztésére törekedett. Ennek az elősegítésére jött létre a Francia Nyugat-indiai Társaság Lorient és a Francia Kelet-indiai Társaság (1664) Le Havre kikötői központtal. Új-Franciaország gyarmat létrehozása érdekében ösztönözte a kivándorlást Kanadába. 
Bábáskodott a Levantei Társaság, az Északi Társaság újjáélesztésénél és a Szenegál Társaság létrehozásánál. 1668-tól tengerészeti miniszter volt. Ebbéli minőségében jelentősen fejlesztette a hadi- és kereskedelmi flottát, kikötőket épített és tengerészeti iskolákat hozott létre. A flotta fejlesztése érdekében nem riadt vissza embertelen megoldásoktól sem; tízezreket ítéltetett gályarabságra, együttműködve az inkvizícióval. Gazdaságpolitikáját a merkantilizmus sajátos válfajának, colbertizmusnak is nevezik, ami elhanyagolta a mezőgazdaság fejlesztését és a belső piac bővítését.